# Herbi Lips
Herbert John «Herbi» Lips (* 4. Juli 1936 in Zürich; † 28. Februar 2010 ebenda) war ein Schweizer Unternehmer, Zirkusdirektor und Co-Produzent diverser Schweizer Spielfilme (unter anderem Die Schweizermacher).
1982 gründete Lips zusammen mit Conny Gasser und Joe Bürli den Zürcher Weihnachtszirkus Conelli. 2004 erhielten er und Conny Gasser den Ehren-Prix Walo. 2007, anlässlich der 25-Jahre-Premiere, den Ehrenpreis Züri-Leu in Gold der Stadt Zürich. Der Preis wurde vom damaligen Stadtpräsidenten Elmar Ledergerber überreicht.
Am 28. Februar 2010 erlag Herbi Lips in der Zürcher «Klinik Im Park» seinem langjährigen Krebsleiden. Er hinterliess seine Ehefrau Christine und fünf Töchter.